# NGC 1983
NGC 1983 (còn được gọi là ESO 56-SC133) là một cụm sao mở liên kết với một tinh vân phát xạ nằm trong chòm sao Kiếm Ngư và một phần của Đám mây Magellan Lớn. Nó được phát hiện bởi John Herschel vào ngày 11 tháng 11 năm 1836. Nó có cường độ biểu kiến là 9,9  và kích thước của nó là 1,0 phút cung.